# Lermitéra
Lermitéra est une localité située dans le département de Kampti de la province du Poni dans la région Sud-Ouest au Burkina Faso.

## Géographie
Lermitéra est situé à environ 20 km au sud-est du centre de Kampti, le chef-lieu du département, et de la route nationale 12 ainsi qu'à 7 km au nord de Passéna.

## Santé et éducation
Le centre de soins le plus proche de Lermitéra est le centre de santé et de promotion sociale (CSPS) de Passéna tandis que le centre médical est à Kampti et que le centre hospitalier régional (CHR) de la province se trouve à Gaoua.